# Съединени американски държави
1. виж Съединени американски щати